# Akai Ko-en
Akai Ko-en (japonês: 赤い公園, Hepburn: Akai Kōen, "Parque Vermelho" em português) foi uma banda de rock japonesa formada em Tachikawa, Tóquio, em 2010. A formação original consistia em Chiaki Satō (佐藤千明), Maisa Tsuno (津野米咲), Hikari Fujimoto (藤本ひかり) e Nao Utagawa (歌川菜穂). Após a saída de Sato em 2017, Riko Ishino (石野理子) entrou para a banda como nova vocalista, em 2018.
A maioria das músicas da banda foram escritas e compostas pela líder, Maisa Tsuno, com raras exceções. Por ter crescido sob a influência de diferentes tipos de música, essa variedade de estilos pode ser encontrada nos trabalhos da banda; uma mistura de gêneros que abrange desde a música clássica ao rock alternativo até o J-pop.
Após a morte de Tsuno em 2020, a banda se separou em 28 de maio de 2021.

## Carreira

### Formação e primeiros mini-álbuns (2010–2012)
A banda foi formada em janeiro de 2010 em Tachikawa, Tóquio, com as integrantes Chiaki Sato (vocais), Maisa Tsuno (guitarra & vocal de apoio), Hikari Fujimoto (baixo) e Nao Utagawa (bateria & vocal de apoio).
Fujimoto e Utagawa eram colegas no ensino médio e começaram uma banda. Com a saída da vocalista na época, Sato, que estudava na mesma sala, a substituiu. Em 2009, Tsuno se tornou a guitarrista de suporte da banda, porém posteriormente decidiu entrar para a banda oficialmente. Até aquele momento, a banda fazia covers principalmente de artistas como Tokyo Jihen, Chatmonchy, Kimura Kaela e GO!GO!7188, entre outros, porém passaram a compor suas próprias músicas após a entrada de Tsuno. Elas começaram a se apresentar na casa de shows Tachikawa Babel e se tornaram conhecidas como uma nova banda que tocava usando apenas roupas brancas. De acordo com Tsuno, elas decidiram vestir roupas brancas porque isso as tornava mais confiantes e motivadas no palco.
Em janeiro de 2011, a banda lançou sua primeira demo independente, Hajimemashite. (はじめまして; "Prazer em conhecer"), contendo duas faixas. Dois meses depois, o primeiro mini-álbum independente Bremen to aruku (ブレーメンとあるく; título alternativo: Walk with BREMEN) foi lançado. Em outubro do mesmo ano, a banda foi convidada para participar da turnê Next Music from Tokyo vol.3 – um festival de música que busca introduzir bandas promissoras originadas de Tóquio –, realizada em diversos locais no Canadá.
Em fevereiro de 2012, a banda assinou um contrato com a gravadora EMI Music Japan e lançou seu primeiro mini-álbum major Tōmei nanoka kuro nanoka (透明なのか黒なのか). Sua contraparte, Laundry de hyōhaku o (ランドリーで漂白を), foi lançada em maio de 2012. Ambos foram produzidos inteiramente por Tsuno.

### Hiato eKōen Debut(2012–2013)
Posteriormente foi anunciado que seriam lançados três singles consecutivos, porém a banda entrou em um hiato logo após lançar apenas um single em setembro de 2012, intitulado Nozoki-ana (のぞき穴), devido a problemas de saúde de Tsuno.
Tsuno continuou a compor incessantemente durante os 8 meses de hiato, enquanto as outras três integrantes continuaram suas atividades musicais individualmente. Em março de 2013, a banda retornou ao estúdio para a gravação do single "Imasara/Kōshin/Sayonara wa iwanai" (今更/交信/さよならは言わない) e seu primeiro álbum completo, Kōen Debut (公園デビュー), ambos produzidos pela própria Tsuno. A banda também retomou os shows ao vivo em maio do mesmo ano, continuando a se apresentar regularmente em casas de show e festivais durante os anos que se seguiram.

### Mōretsu RhythmicseJunjō Randoseru(2014–2016)
O single "Kaze ga shitteru" (風がが知ってる) foi o primeiro a não ser produzido por Tsuno, e sim produzido e co-arranjado por Seiji Kameda do Tokyo Jihen. A partir deste lançamento, a banda passou a colaborar ativamente com uma variedade de produtores, incluindo Kōichi Tsutaya e Shūta Hasunuma. O single seguinte, "Zettaiteki na kankei/Kikkake/Tooku Tooku" (絶対的な関係/きっかけ/遠く遠く) foi lançado em março de 2014 e também foi produzido por Seiji Kameda. A faixa principal foi utilizada como música-tema do dorama "ロストデイズ (Lost Days)", da Fuji TV, e se tornou o single de maior sucesso da banda nas paradas musicais, atingindo a 20º posição na Oricon.
"Cider" (サイダー) (produzido por Seiji Kameda) e "NOW ON AIR" (produzido por Kōichi Tsutaya) foram lançados como singles digitais que precederam o lançamento do segundo álbum da banda, Mōretsu Rhythmics (猛烈リトミック). Na época descrito como o álbum mais "acessível" se comparado aos lançamentos anteriores da banda, ganhou o prêmio de "Álbum Excepcional" de 2014, no Japan Record Awards.
Após se apresentarem desde o outono de 2014 até o verão de 2015 no Japão, a banda lançou seu sétimo single, "KOIKI", em novembro de 2015. O single foi sucedido por "Canvas", lançado em fevereiro de 2016. Ambas as faixas-título foram incluídas no terceiro álbum, Junjō Randoseru (純情ランドセル), lançado em março de 2016. Ao refletir sobre o álbum anterior a este, Tsuno acreditava que elas poderiam fazer um álbum que fosse ainda mais acessível, com melodias e refrões memoráveis. Tendo isso em mente, trabalharam neste álbum com produtores conhecidos por regularmente produzir músicas de sucesso no Japão. Tsuno produziu apenas uma das 14 faixas do álbum, com as outras 13 sendo produzidas por cinco produtores diferentes, novamente incluindo Kameda e Tsutaya.

### Saída de Sato (2017–2018)
Em 3 de julho de 2017 foi anunciado no site oficial que a vocalista Chiaki Sato deixaria a banda. Logo mais foi anunciado também o quarto álbum, Nesshō Summer (熱唱サマー), a ser lançado em 23 de agosto. Após um último show em Tóquio que reuniu alguns convidados, Sato deixou a banda oficialmente.
Após um período de inatividade, Akai Ko-en voltou a se apresentar ao vivo com mais de 20 músicas novas em um show com as três integrantes remanescentes em 4 de janeiro (aniversário de criação da banda) de 2018. As músicas tocadas foram compostas não apenas por Tsuno, mas também por Fujimoto e Utagawa. Sem a presença de uma vocalista, as integrantes precisavam alternar as partes cantadas e trocar os instrumentos entre si. Ao refletir sobre a experiência posteriormente, concluíram que precisavam de uma quarta integrante para que pudessem continuar a se apresentar como Akai Ko-en e iniciaram audições para encontrar uma nova vocalista. Após o lançamento do álbum de compilação Sekihan (赤飯) em 14 de fevereiro do mesmo ano, o contrato com a Universal Music Japan expirou.

### 2ª formação eTHE PARK(2018–2020)
Em 2 de maio de 2018, a banda anunciou que iria se apresentar no festival de música VIVA LA ROCK 2018 com uma nova vocalista. No palco, Riko Ishino, anteriormente parte do grupo idol Idol Renaissance foi introduzida como a nova vocalista e passou a fazer parte da banda oficialmente. Como Ishino ainda era uma estudante de ensino médio e morava em Hiroshima na época, elas precisaram limitar suas atividades como banda para que ela pudesse continuar seus estudos. No entanto, o primeiro videoclipe com Ishino, "Kienai"  (消えない) foi lançado em outubro do mesmo ano. A música seria lançada posteriormente como faixa principal do EP de mesmo título e tocada em turnê por casas de shows e festivais. Apesar disso, a banda só veio a assinar um contrato com uma nova gravadora em maio de 2019.
Tendo assinado com a Epic Records Japan, Akai Ko-en lançou Kienai - EP]] (消えない - EP) em 23 de outubro, EP que incluía músicas previamente lançadas como videoclipes e novamente produzidas por completo pela própria Tsuno. Para promover o lançamento, a banda iniciou a turnê FUYU TOUR 2019 “Yo-Ho” em novembro. Em janeiro de 2020, o single Zettai reido (絶対零度) foi lançado, com a faixa-título sendo escolhida como o tema de encerramento do anime Drifting Dragons.
Em 15 de abril de 2020, o quinto álbum The Park foi lançado. Este foi o primeiro álbum de Akai Ko-en com Riko Ishino como vocalista, e todas as músicas foram produzidas por Tsuno. Em seguida, a turnê SHOKA TOUR 2020 “THE PARK” foi anunciada para acontecer em maio, em casas de show maiores do que a banda estava habituada, o que refletia a recepção positiva do álbum THE PARK. No entanto, a turnê foi cancelada devido à situação da pandemia de COVID-19 no Japão. A banda então realizou um único show via streaming, entitulado SHOKA TOUR 2020 “THE PARK” ～0日目～ ("Dia nº0") na casa de show Tachikawa Babel, em agosto. Esse show acabou se tornando o último da banda com Maisa Tsuno.

### Morte de Tsuno, último show e fim da banda (2020–2021)
No dia 18 de outubro de 2020 a líder e guitarrista Maisa Tsuno foi encontrada inconsciente em sua residência e levada para o hospital, onde foi confirmada a sua morte. Apesar de haver suspeitas de suicídio, a causa da morte não foi confirmada com exatidão até o momento. O último single da banda, "Orange/pray" (オレンジ/pray), foi postumamente lançado em 25 de novembro, juntamente a dois videoclipes. A banda foi convidada ainda para tocar ao vivo no festival de música COUNTDOWN JAPAN 20/21 em dezembro, com o suporte de Yūsuke Koide (guitarra) do Base Ball Bear, mas o evento foi também cancelado devido à situação da pandemia da COVID-19.
Em 1º de março de 2021 a banda anunciou que se separaria após um último show. O 赤い公園 THE LAST LIVE 「THE PARK」 aconteceu em 28 de maio de 2021 e foram convidados como membros suporte Yūsuke Koide (guitarra) do Base Ball Bear, Kida Motifour (guitarra) do Tricot e Hiroki Horiko a.k.a. hico (teclado). Realizado no Nakano Sun Plaza Hall, o show teve caráter híbrido: com uma audiência presencial escolhida através de um sorteio e também uma transmissão ao vivo em uma plataforma de streaming para o mundo inteiro. Um blu-ray contendo a gravação do show foi lançado em 29 de setembro de 2021.

## Membros
- Maisa Tsuno (津野 米咲, Tsuno Maisa) – guitarra, teclado e vocal de apoio (2010–2020)

Nascida em 2 de outubro de 1991, Tsuno era a líder da banda e quem compôs e escreveu a maioria das músicas, com poucas exceções.
Seu pai Tsuno Gōji e seu avô Tsuno Yōji eram compositores profissionais, sua mãe tocava música clássica no piano e seus dois irmãos mais velhos tocavam guitarra e bateria. Por causa disso, ela cresceu em uma casa onde vários estilos diferentes de música eram frequentemente tocados e compostos. O primeiro instrumento que aprendeu a tocar foi o teclado eletrônico, quando tinha de 3 para 4 anos de idade. Uma autoproclamada fanática por música, algumas das influências de Tsuno incluem Tchaikovsky, Jim O'Rourke, Ringo Shiina. e muitos artistas de j-pop Antes de entrar para o Akai Ko-en, ela tocou em uma banda de shoegaze que fazia covers de músicas do Tokyo Jihen, porém sem o teclado. Por causa disso, era dito que a sua guitarra soava como um teclado. A sua primeira guitarra foi uma Fender Stratocaster branca que comprou com o primeiro salário de seu trabalho temporário. Ela deu o nome de Shirota Tomiko (白田トミ子) para a guitarra. Tsuno também compôs e escreveu para outros artistas no decorrer de sua carreira, incluindo vários grupos do Hello! Project, mas a que mais trouxe notoriedade para ela foi a Joy!! do grupo japonês SMAP. Tsuno faleceu em 2020, aos 29 anos de idade.
- Chiaki Sato (佐藤 千明, Satō Chiaki) – vocais, teclado (2010–2017)

Nascida em 14 de janeiro de 1993, Sato estudava na mesma turma que Fujimoto e Utagawa. Antes de ser convidada para se juntar à banda, ela fazia parte do clube de badminton na escola. Desde pequena, Sato ouvia principalmente o grupo idol Morning Musume, do qual desejava fazer parte algum dia. Depois de deixar o Akai Ko-en em 2017, Sato iniciou sua carreira solo em 2018, sob o nome de Chiaki (チアキ).
- Hikari Fujimoto (藤本 ひかり, Fujimoto Hikari) – baixo (2010–2021)

Nascida em 30 de outubro de 1992, Fujimoto começou a tocar o baixo aos 15 anos de idade, quando entrou no clube de música pop no ensino médio, já que ninguém mais queria tocar o instrumento. Apesar de ser canhota, ela toca um modelo para pessoas destras. Seu instrumento principal é um baixo de jazz na cor verde, da Freedom Custom Guitar Research, que ela começou a usar por volta de 2012, juntamente ao amplificador MARSHALL SUPER BASS 100 e diversos pedais de efeito. Ela costumava tocar baixo para uma banda de hardcore chamada World In The Silence, até agosto de 2012. Fujimoto ouvia principalmente música ocidental e hip-hop quando criança, mas também gostava de metal e j-pop. Seu interesse por metal é refletido no seu estilo de tocar o baixo, pelo uso frequente de pedais.
- Nao Utagawa (歌川 菜穂, Utagawa Nao) – bateria, vocal de apoio (2010–2021)

Nascida em 28 de agosto de 1992, a vida musical de Utagawa começou bem cedo. Assim como Tsuno, seu primeiro instrumento foi o teclado eletrônico, o qual começou a aprender com a irmã e contra a sua vontade, quando tinha de 7 para 8 anos de idade. Com 10 para 11 anos, ela se passou a se interessar mais por música quando aprendeu sobre instrumentos de sopro, através de um estudante de faculdade. Por causa disso, ela começou a tocar bateria numa banda de metal de sua escola primária. Na época, ela ouvia principalmente j-pop e música de jogos eletrônicos. Utagawa continuou estudando sobre bateria na Technos International College, mesmo depois do Akai Ko-en assinar o contrato com a EMI Music Japan. Ela também tocava teclado no palco ocasionalmente.
- Riko Ishino (石野 理子, Ishino Riko) – vocais (2018–2021)

Nascida em 29 de outubro de 2000 em Hiroshima, Ishino foi a última integrante a entrar para a banda. Ela anteriormente fez parte do grupo idol Idol Renaissance (アイドルネッサンス). Após o grupo encerrar suas atividades em fevereiro de 2018, ela participou das audições para integrar o Akai Ko-en e foi escolhida pelas integrantes de imediato e por unanimidade. As principais razões citadas foram sua voz limpa e seu jeito preciso de cantar; Em maio de 2018, Ishino se tornou oficialmente a vocalista após se apresentar junto com a banda no festival de música VIVA LA ROCK. Ela ainda estava no ensino médio na época.

## Discografia

### Álbuns
| Título                             | Data de lançamento     | Formato | Gravadora          | Código      | Melhor posição |
| ---------------------------------- | ---------------------- | ------- | ------------------ | ----------- | -------------- |
| Kōen Debut (公園デビュー)          | 14 de agosto de 2013   | CD      | EMI Music Japan    | TOCT-29184  | 27             |
| Mōretsu Rhythmics (猛烈リトミック) | 24 de setembro de 2014 | CD      | Virgin Music       | TYCT-69023  | 27             |
| Junjō Randoseru (純情ランドセル)   | 23 de março de 2016    | CD      | UNIVERSAL J        | UPCH-7119   | 27             |
| Nesshō Summer (熱唱サマー)         | 23 de agosto de 2017   | CD      | UNIVERSAL J        | UPCH-7343   | 15             |
| THE PARK                           | 15 de abril de 2020    | CD      | Epic Records Japan | ESCL 5383~4 | 13             |

### Mini-álbuns
| Título                                        | Data de lançamento      | Formato | Gravadora       | Código     | Melhor posição |
| --------------------------------------------- | ----------------------- | ------- | --------------- | ---------- | -------------- |
| Bremen to aruku (ブレーメンとあるく)          | 1 de março de 2011      | CD      | -               | -          | -              |
| Tōmei nanoka kuro nanoka (透明なのか黒なのか) | 15 de fevereiro de 2012 | CD      | EMI Music Japan | TOCT-28036 | 89             |
| Laundry de hyōhaku o (ランドリーで漂白を)     | 9 de maio de 2012       | CD      | EMI Music Japan | TOCT-28054 | 70             |

### EP
| Título                      | Data de lançamento    | Formato | Label              | Código    | Melhor posição |
| --------------------------- | --------------------- | ------- | ------------------ | --------- | -------------- |
| Kienai - EP (消えない - EP) | 23 de outubro de 2019 | CD      | Epic Records Japan | ESCL 5167 | 26             |

### Demo
| Título                       | Data de lançamento   | Formato | Gravadora |
| ---------------------------- | -------------------- | ------- | --------- |
| Hajimemashite (はじめまして) | 1 de janeiro de 2011 | CD      | -         |

### Singles
| Título                                                                    | Data de lançamento      | Formato | Gravadora          | Código     | Melhor posição | Álbum             |
| ------------------------------------------------------------------------- | ----------------------- | ------- | ------------------ | ---------- | -------------- | ----------------- |
| Nozoki-ana (のぞき穴)                                                     | 19 de setembro de 2012  | CD      | EMI Music Japan    | TOCT-40457 | 89             | Kōen Debut        |
| Imasara/Kōshin/Sayonara wa iwanai (今更/交信/さよならは言わない)          | 3 de julho de 2013      | CD      | EMI Music Japan    | TOCT-45074 | 40             | Kōen Debut        |
| Kaze ga shitteru/Hitsujiya-san (風が知ってる/ひつじ屋さん)                | 12 de fevereiro de 2014 | CD      | EMI Music Japan    | TYCT-39013 | 49             | Mōretsu Rhythmics |
| Zettaiteki na kankei/Kikkake/Tooku Tooku (絶対的な関係/きっかけ/遠く遠く) | 12 de março de 2014     | CD      | EMI Music Japan    | TYCT-39014 | 20             | Mōretsu Rhythmics |
| Cider (サイダー)                                                          | 31 de julho de 2014     | Digital | Virgin Music       | -          |                | Mōretsu Rhythmics |
| NOW ON AIR                                                                | 27 de agosto de 2014    | Digital | Virgin Music       | -          |                | Mōretsu Rhythmics |
| KOIKI                                                                     | 25 de novembro de 2015  | CD      | UNIVERSAL J        | UPCH-7079  | 74             | Junjō Randoseru   |
| Canvas                                                                    | 24 de fevereiro de 2016 | CD      | UNIVERSAL J        | UPCH-7115  | 51             | Junjō Randoseru   |
| Yamiyo ni chōchin (闇夜に提灯)                                            | 15 de fevereiro de 2017 | CD      | UNIVERSAL J        | UPCH-7221  | 44             | Nesshō Summer     |
| Koi to uso (恋と嘘)                                                       | 19 de abril de 2017     | CD      | UNIVERSAL J        | UPCH-7247  | 51             | Nesshō Summer     |
| journey                                                                   | 21 de junho de 2017     | CD      | UNIVERSAL J        | UPCH-7323  | 57             | Nesshō Summer     |
| Rinrin Ranran (凛々爛々)                                                  | 21 de agosto de 2019    | Digital | Epic Records Japan | -          |                | Kienai - EP       |
| Zettai reido (絶対零度)                                                   | 29 de janeiro de 2020   | CD      | Epic Records Japan | ESCL 5209  | 37             | THE PARK          |
| Orange/pray (オレンジ/pray)                                               | 25 de novembro de 2020  | CD      | Epic Records Japan | ESCL 5456  | 27             | -                 |

### Coletânea
| Título         | Data de lançamento      | Formato | Gravadora   | Code      | Melhor posição |
| -------------- | ----------------------- | ------- | ----------- | --------- | -------------- |
| Sekihan (赤飯) | 14 de fevereiro de 2018 | CD      | UNIVERSAL J | UPCH-7392 | 23             |

### Outras participações
| Título                             | Data de lançamento     | Formato | Álbum                                                   | Código     | Nota                                                                                           |
| ---------------------------------- | ---------------------- | ------- | ------------------------------------------------------- | ---------- | ---------------------------------------------------------------------------------------------- |
| Part of Your World                 | 22 de janeiro de 2014  | CD      | Disney Rocks!!! - Girls Power!                          | AVCW-63008 | Do filme "A Pequena Sereia"; Música de Alan Menken e letra de Howard Ashman.                   |
| Trouble Maker （トラブルメイカー） | 3 de dezembro de 2014  | CD      | A-Rock Nation - Nanase Aikawa Tribute                   | AVCD-93054 | Música e letra de Tetsuro Oda.                                                                 |
| Hachimitsu (ハチミツ）             | 23 de dezembro de 2015 | CD      | JUST LIKE HONEY - "Hachimitsu" 20th Anniversary Tribute | UPCH-2065  | Música e letra de Masamune Kusano (Spitz).                                                     |
| Hikari no hou e (光の方へ)         | 6 de junho de 2018     | CD      | Do me a favor                                           | EPCE-7408  | Colaboração entre Airi Suzuki e Akai Ko-en (鈴木愛理×赤い公園); letra e música de Maisa Tsuno. |